# Ибаргуэн, Карлос
Карлос Альберто Ибаргуэн Инохоса (исп. Carlos Alberto Ibargüen Hinojosa; род. 7 октября 1995 года, Буэнавентура, Колумбия) — колумбийский футболист, нападающий.

## Клубная карьера
Ибаргуэн — воспитанник клуба «Кортулуа». 2 февраля в матче против «Экспресо Рохо» он дебютировал за команду во втором дивизионе Колумбии. 17 февраля в поединке против «Америки» из Кали Карлос забил свой первый гол за «Кортулуа». В 2014 году Ибаргуэн помог клубу выйти в элиту. 31 января в матче против «Энвигадо» он дебютировал в Кубке Мустанга. По итогам сезона Карлос забил пятнадцать голов в тридцати матчах и стал лучшим бомбардиром команды.
В начале 2016 года он перешёл в мексиканский УАНЛ Тигрес, но для получения игровой практики был сразу отдан в аренду в «Санта-Фе». 31 января в матче против «Бояка Чико» Карлос дебютировал за новую команду. 5 февраля в поединке Кубка Либертадорес против боливийского «Ориенте Петролеро» Ибаргуэн сделал «дубль», забив свои первые голы за «Санта-Фе». 25 февраля в матче против своего бывшего клуба «Кортулуа» он забил свой первый гол за команду в чемпионате.
Летом того же года «Тигрес» вновь отправил Карлоса в аренду. Новой командой Ибрагюэна стала «Индепендьенте Медельин». 4 сентября в матче против «Атлетико Букараманга» он дебютировал за новый клуб.

## Международная карьера
В 2015 году Ибаргуэн принял участие в молодёжном чемпионате мира в Новой Зеландии. На турнире он сыграл в матчах против Сенегала и США.